# Старовязовский
Старовя́зовский — посёлок в Константиновском районе Ростовской области России.
Входит в состав Стычновского сельского поселения.

## Население
| 2010 |
| ---- |
| 26   |

## Улицы
В посёлке имеется одна улица: Забалочная.